# 布法羅鎮區 (密蘇里州派克縣)
布法羅鎮區（英語：Buffalo Township）是位於美國密蘇里州派克縣的一個行政鎮區。

## 地方資料
布法羅鎮區的面積為254.38平方千米，當中陸地面積為247.13平方千米，而水域面積為7.25平方千米。根據2020年美國人口普查的數據，當地共有人口4985人，而人口密度為每平方千米19.6人。